# Лавлейс, Джон, 3-й барон Лавлейс
Джон Лавлейс, 3-й барон Лавлейс (англ. John Lovelace, 3rd Baron Lovelace; 1640 — 27 сентября 1693) — английский аристократ и политический деятель, носил титул барона Лавлейс (c 1670 года).

## Биография
Джон Лавлейс был старшим сыном Джона Лавлейса, 2-го барона Лавлейс и его супруги Анны Уэнтворт, дочери Томаса Уэнтворта, 1-й графа Кливленд и леди Анны Крофт.
Получил образование в Уоэдхэм-колледже Оксфордского университета, который закончил в 1661 году, получив степень магистра. По окончании образования Джон был принят в парламента от Беркшира, членом которого был в течение девяти лет, принимая участие в принятии финансовых законопроектов.
После смерти отца в 1670 году Джон унаследовал его титул и земли, которые он был вынужден продать из-за долгов.
В 1683 году он был допрошен о своей причастности к заговору Ржаного дома, но его вина так и не была доказана и он был освобождён под залог.
Во время «Славной революции» (ноябрь 1688) Джон возглавил отряд из 70 человек, чтобы присоединиться к войскам Вильгельма III, но был арестован и посажен в Глостерский замок. После освобождения во главе отряда из 300 человек он занял Оксфорд для войск Вильгельма III.
Во время правления Вильгельма III он был назначен капитаном отряда благородных пенсионеров, а также главным судьёй в Эйре. Лавлейс страдал склонностью к пьянству, в результате он упал с лестницы и получил тяжелые травмы, от которых так и не оправился.
Скончался 27 сентября 1693 года в возрасте 50 или более лет, был похоронен в Херли.

## Семья
Был женат на Марте Пай, дочери Эдмунда Пая, 1-го баронета, в браке с которой у него был сын и 3 дочери. Одна из дочерей Марта Джонсон в 1697 году после смерти его матери стала 8-й баронессой Уэнтворт.